# Кобелякский комбинат хлебопродуктов
Кобелякский комбинат хлебопродуктов (укр. Кобеляцький комбінат хлібопродуктів) — предприятие пищевой промышленности в селе Бутенки Кобелякского района Полтавской области.

## История
Предприятие было построено в соответствии с девятым пятилетним планом развития народного хозяйства СССР и введено в эксплуатацию в 1975 году.
После провозглашения независимости Украины комбинат перешёл в ведение Министерства сельского хозяйства и продовольствия Украины.
В марте 1995 года Верховная Рада Украины внесла комбинат в перечень предприятий, приватизация которых запрещена в связи с их общегосударственным значением.
После создания в августе 1996 года государственной акционерной компании «Хлеб Украины» комбинат стал дочерним предприятием ГАК «Хлеб Украины».
В дальнейшем, несколько лет КХП был арендован компанией ООО «Кернел Трейд».
После создания 11 августа 2010 года Государственной продовольственно-зерновой корпорации Украины комбинат был включён в состав предприятий ГПЗКУ и в начале 2011 года возвращён в государственное управление.
В 2016 - 2017 гг. были проведены работы по ремонту и обновлению материально-технической базы КХП, на предприятии были установлены автоматический пробоотборник "Stork 440" итальянского производства, ленточный конвейер, цепной и ленточный транспортёры для автомобилеразгрузчика, а также автомобильные весы для взвешивания автомашин массой до 80 тонн.

## Современное состояние
Основной функцией комбината являются хранение и переработка зерновых культур (пшеницы, кукурузы, ячменя), а также хранение семян масличных культур (рапса и подсолнечника).
Общий рабочий объём хранения КХП составляет 170,3 тыс. тонн (элеватор на 89,6 тыс. тонн и 80,7 тыс. тонн складского хранения), производственные мощности обеспечивают возможность приёмки и отгрузки до 400 тонн зерна в сутки с использованием автомобильного транспорта и до 800 тонн зерна в сутки железнодорожным транспортом.